# Segunda Categoría del Guayas 1983
El campeonato provincial de Segunda Categoría de Guayas 1983 fue la 17ª edición del torneo de la Segunda categoría de la provincia de Guayas. El torneo fue organizado por Asociación de Fútbol del Guayas (AFG) para este torneo la disputaron un total de 17 equipos y de los cuales el campeón y subcampeón jugarán el Campeonato Ecuatoriano de Fútbol Segunda Categoría 1983. El cuadro del Filanbanco llegaría a ser el segundo campeón invicto en la historia del torneo, mientras que en el caso del descenso bajaría el cuadro de Rosarinos, mientras que para el ascenso subiría el Filancard equipo que saldría campeón de la Liga Amateur del Guayas.
El Filanbanco se coronó como campeón por primera vez del torneo de Segunda Categoría de Guayas, mientras que el Milagro S.C. obtendría por 3ª vez el subcampeonato.

## Formato del torneo
Primera Etapa
En la primera etapa los 17 equipos estarán distribuidos en 3 grupos de 4 equipos y uno de 5 equipos ambos jugarán en partidos de ida y vuelta, de los cuales los dos mejores equipos ubicados jugarán el octogonal para definir al campeón y subcampeón mientras los equipos que no lograron clasificar jugarán un torneo de consolación, en el caso del descenso bajará el equipo que se halla ubicado en el último lugar con menor puntaje de los 4 grupos.
Segunda Etapa(octogonal final y torneo de consolación)
Los dos octogonales se los jugaran de la siguiente manera;
Torneo de Consolación
Para este torneo lo jugarán los 9 equipos que no lograsen participar en el octogonal final en encuentros de solo ida el ganador se lo conocerá al finalizar las 9 fechas y cuyo equipo con mayor puntaje será el campeón de dicho torneo.
Octogonal Final
En este octogonal participarán los 8 equipos que lograron clasificarse en los dos primeros puesto en sus respectivos grupos, se jugarán un total de 7 fechas en encuentros solamente de ida al finalizar el torneo los dos equipos mejor ubicados en la tabla posicional serán reconocidos como campeón y subcampeón y serán los representantes del Guayas en el Campeonato Ecuatoriano de Fútbol Segunda Categoría 1983.

## Sedes
| Guayaquil         | Guayaquil              |
| ----------------- | ---------------------- |
| Estadio Modelo    | Estadio George Capwell |
| Capacidad: 42 000 | Capacidad: 26 000      |
|                   |                        |

## Equipos participantes
Estos fueron los 17 equipos que participaron en el torneo provincial de 2.ª categoría del Guayas de 1983.
| Equipos participantes | Equipos participantes | Equipos participantes | Equipos participantes |
| --------------------- | --------------------- | --------------------- | --------------------- |
| Aduana                | Ferroviarios          | LDU                   | Patria                |
| Audax Argentino       | Filanbanco            | Milagro S.C.          | U.D. Valdez           |
| Boca JR               | Huancavilca           | Norteamérica          |                       |
| Chacarita             | L.D. Estudiantil      | Rosarinos             |                       |
| Estudiantes G         | Luq San               | Panamá                |                       |

## Equipos por Cantón
| Cantón    | N.º | Equipos |
| --------- | --- | --- |
| Guayaquil | 13  | - Patria - Filanbanco - Panamá - Boca JR - Audax Argentino - LDU - Aduana - Estudiantes G - Luq San - Rosarinos - Huancavilca - Norte América - L.D. Estudiantil |
| Durán     | 2   | - Chacarita Junior - Ferroviarios |
| Milagro   | 2   | - U.D. Valdez - Milagro S.C. |

## Grupo A

#### Clasificación
|                      |    | Equipo       | PJ | PG | PE | PP | GF | GC | DG  | PTS |
| -------------------- | -- | ------------ | -- | -- | -- | -- | -- | -- | --- | --- |
|                      | 1. | Milagro S.C. | 6  | 4  | 2  | 0  | 26 | 4  | +22 | 10  |
|                      | 2. | Panamá       | 6  | 3  | 2  | 1  | 8  | 8  | 0   | 8   |
|                      | 3. | Norteamérica | 6  | 1  | 1  | 4  | 5  | 13 | -8  | 3   |
| Bandera de Guayaquil | 4. | Huancavilca  | 6  | 1  | 1  | 4  | 5  | 19 | -14 | 3   |

 Pts=Puntos; PJ=Partidos jugados; G=Partidos ganados; E=Partidos empatados; P=Partidos perdidos; GF=Goles a favor; GC=Goles en contra; Dif=Diferencia de gol
|  | Clasificado al Octogonal Final       |
|  | Clasificado al Torneo de Consolación |

### Partidos y resultados
| Fecha 1      | Fecha 1   | Fecha 1          |
| Equipo Local | Resultado | Equipo Visitante |
| ------------ | --------- | ---------------- |
| Milagro SC   | 1-1       | Norteamérica     |
| Panamá       | 1-1       | Huancavilca      |

| Fecha 2      | Fecha 2   | Fecha 2          |
| Equipo Local | Resultado | Equipo Visitante |
| ------------ | --------- | ---------------- |
| Norteamérica | 0-1       | Panamá           |
| Milagro SC   | 5-0       | Huancavilca      |

| Fecha 3      | Fecha 3   | Fecha 3          |
| Equipo Local | Resultado | Equipo Visitante |
| ------------ | --------- | ---------------- |
| Norteamérica | 1-2       | Huancavilca      |
| Panamá       | 2-6       | Milagro SC       |

| Fecha 4      | Fecha 4   | Fecha 4          |
| Equipo Local | Resultado | Equipo Visitante |
| ------------ | --------- | ---------------- |
| Norteamérica | 0-5       | Milagro SC       |
| Huancavilca  | 0-1       | Panamá           |

| Fecha 5      | Fecha 5   | Fecha 5          |
| Equipo Local | Resultado | Equipo Visitante |
| ------------ | --------- | ---------------- |
| Panamá       | 2-0       | Norteamérica     |
| Huancavilca  | 0-8       | Milagro SC       |

| Fecha 6      | Fecha 6   | Fecha 6          |
| Equipo Local | Resultado | Equipo Visitante |
| ------------ | --------- | ---------------- |
| Milagro SC   | 1-1       | Panamá           |
| Huancavilca  | 2-3       | Norteamérica     |

## Grupo B

#### Clasificación
|  |    | Equipo     | PJ | PG | PE | PP | GF | GC | DG  | PTS |
|  | -- | ---------- | -- | -- | -- | -- | -- | -- | --- | --- |
|  | 1. | Filanbanco | 8  | 7  | 1  | 0  | 48 | 7  | +41 | 14  |
|  | 2. | Patria     | 8  | 5  | 2  | 1  | 22 | 7  | +15 | 12  |
|  | 3. | Aduana     | 8  | 1  | 4  | 3  | 12 | 24 | -12 | 6   |
|  | 4. | Chacarita  | 8  | 2  | 1  | 5  | 11 | 40 | -29 | 5   |
|  | 5. | Rosarinos  | 8  | 0  | 2  | 6  | 13 | 28 | -15 | 2   |

 Pts=Puntos; PJ=Partidos jugados; G=Partidos ganados; E=Partidos empatados; P=Partidos perdidos; GF=Goles a favor; GC=Goles en contra; Dif=Diferencia de gol
|  | Clasificado al Octogonal Final       |
|  | Clasificado al Torneo de Consolación |

### Partidos y resultados
| Fecha 1      | Fecha 1   | Fecha 1          |
| Equipo Local | Resultado | Equipo Visitante |
| ------------ | --------- | ---------------- |
| Filanbanco   | 2-1       | Rosarinos        |
| Chacarita JR | 1-1       | Aduana           |

| Fecha 2      | Fecha 2   | Fecha 2          |
| Equipo Local | Resultado | Equipo Visitante |
| ------------ | --------- | ---------------- |
| Aduana       | 1-10      | Filanbanco       |
| Patria       | 5-3       | Rosarinos        |

| Fecha 3      | Fecha 3   | Fecha 3          |
| Equipo Local | Resultado | Equipo Visitante |
| ------------ | --------- | ---------------- |
| Patria       | 2-0       | Aduana           |
| Filanbanco   | 10-0      | Chacarita JR     |

| Fecha 4      | Fecha 4   | Fecha 4          |
| Equipo Local | Resultado | Equipo Visitante |
| ------------ | --------- | ---------------- |
| Patria       | 9-0       | Chacarita JR     |
| Rosarinos    | 3-3       | Aduana           |

| Fecha 5      | Fecha 5   | Fecha 5          |
| Equipo Local | Resultado | Equipo Visitante |
| ------------ | --------- | ---------------- |
| Patria       | 0-1       | Filanbanco       |
| Rosarinos    | 3-5       | Chacarita JR     |

| Fecha 6      | Fecha 6   | Fecha 6          |
| Equipo Local | Resultado | Equipo Visitante |
| ------------ | --------- | ---------------- |
| Aduana       | 3-0       | Chacarita JR     |
| Rosarinos    | 0-6       | Filanbanco       |

| Fecha 7      | Fecha 7   | Fecha 7          |
| Equipo Local | Resultado | Equipo Visitante |
| ------------ | --------- | ---------------- |
| Aduana       | 0-0       | Patria           |
| Chacarita JR | 1-1       | Filanbanco       |

| Fecha 8      | Fecha 8   | Fecha 8          |
| Equipo Local | Resultado | Equipo Visitante |
| ------------ | --------- | ---------------- |
| Patria       | 2-1       | Chacarita JR     |
| Aduana       | 2-2       | Rosarinos        |

| Fecha 9      | Fecha 9   | Fecha 9          |
| Equipo Local | Resultado | Equipo Visitante |
| ------------ | --------- | ---------------- |
| Filanbanco   | 6-2       | Aduana           |
| Patria       | 2-0       | Rosarinos        |

| Fecha 10     | Fecha 10  | Fecha 10         |
| Equipo Local | Resultado | Equipo Visitante |
| ------------ | --------- | ---------------- |
| Filanbanco   | 2-2       | Patria           |
| Chacarita JR | 3-1       | Rosarinos        |

## Grupo C
|  |    | Equipo          | PJ | PG | PE | PP | GF | GC | DG | PTS |
|  | -- | --------------- | -- | -- | -- | -- | -- | -- | -- | --- |
|  | 1. | Audax Argentino | 6  | 4  | 1  | 1  | 12 | 7  | +5 | 9   |
|  | 2. | Ferroviarios    | 6  | 3  | 2  | 1  | 8  | 2  | +6 | 8   |
|  | 3. | Boca JR         | 6  | 1  | 2  | 3  | 2  | 8  | -6 | 4   |
|  | 4. | Luq San         | 6  | 1  | 1  | 4  | 6  | 10 | -4 | 3   |

 Pts=Puntos; PJ=Partidos jugados; G=Partidos ganados; E=Partidos empatados; P=Partidos perdidos; GF=Goles a favor; GC=Goles en contra; Dif=Diferencia de gol
|  | Clasificado al Octogonal Final       |
|  | Clasificado al Torneo de Consolación |

### Partidos y resultados
| Fecha 1      | Fecha 1   | Fecha 1          |
| Equipo Local | Resultado | Equipo Visitante |
| ------------ | --------- | ---------------- |
| Ferroviarios | 0-1       | Audax Argentino  |
| Boca JR      | 0-1       | Luq San          |

| Fecha 2      | Fecha 2   | Fecha 2          |
| Equipo Local | Resultado | Equipo Visitante |
| ------------ | --------- | ---------------- |
| Luq San      | 2-2       | Audax Argentino  |
| Ferroviarios | 0-0       | Boca JR          |

| Fecha 3      | Fecha 3   | Fecha 3          |
| Equipo Local | Resultado | Equipo Visitante |
| ------------ | --------- | ---------------- |
| Ferroviarios | 2-0       | Luq San          |
| Boca JR      | 0-2       | Audax Argentino  |

| Fecha 4         | Fecha 4   | Fecha 4          |
| Equipo Local    | Resultado | Equipo Visitante |
| --------------- | --------- | ---------------- |
| Luq San         | 1-2       | Boca JR          |
| Audax Argentino | 1-4       | Ferroviarios     |

| Fecha 5         | Fecha 5   | Fecha 5          |
| Equipo Local    | Resultado | Equipo Visitante |
| --------------- | --------- | ---------------- |
| Audax Argentino | 2-1       | Luq San          |
| Boca JR         | 0-0       | Ferroviarios     |

| Fecha 6         | Fecha 6   | Fecha 6          |
| Equipo Local    | Resultado | Equipo Visitante |
| --------------- | --------- | ---------------- |
| Luq San         | 1-3       | Ferroviarios     |
| Audax Argentino | 4-0       | Boca JR          |

## Grupo D
|  |    | Equipo           | PJ | PG | PE | PP | GF | GC | DG  | PTS |
|  | -- | ---------------- | -- | -- | -- | -- | -- | -- | --- | --- |
|  | 1. | U.D. Valdez      | 6  | 6  | 0  | 0  | 16 | 6  | +10 | 12  |
|  | 2. | L.D. Estudiantil | 6  | 3  | 1  | 2  | 10 | 2  | +8  | 7   |
|  | 3. | Estudiantes G    | 6  | 1  | 1  | 4  | 6  | 12 | -6  | 3   |
|  | 4. | LDU              | 6  | 1  | 0  | 5  | 5  | 11 | -6  | 2   |

 Pts=Puntos; PJ=Partidos jugados; G=Partidos ganados; E=Partidos empatados; P=Partidos perdidos; GF=Goles a favor; GC=Goles en contra; Dif=Diferencia de gol
|  | Clasificado al Octogonal Final       |
|  | Clasificado al Torneo de Consolación |

### Partidos y resultados
| Fecha 1       | Fecha 1   | Fecha 1          |
| Equipo Local  | Resultado | Equipo Visitante |
| ------------- | --------- | ---------------- |
| Estudiantes G | 1-2       | LDE(G)           |
| UD.Valdez     | 3-2       | LDU(G)           |

| Fecha 2      | Fecha 2   | Fecha 2          |
| Equipo Local | Resultado | Equipo Visitante |
| ------------ | --------- | ---------------- |
| LDU(G)       | 2-3       | Estudiantes G    |
| LDE(G)       | 2-4       | UD.Valdez        |

| Fecha 3       | Fecha 3   | Fecha 3          |
| Equipo Local  | Resultado | Equipo Visitante |
| ------------- | --------- | ---------------- |
| Estudiantes G | 1-2       | UD.Valdez        |
| LDE(G)        | 1-1       | LDU(G)           |

| Fecha 4      | Fecha 4   | Fecha 4          |
| Equipo Local | Resultado | Equipo Visitante |
| ------------ | --------- | ---------------- |
| LDE(G)       | 1-1       | Estudiantes G    |
| LDU(G)       | 0-2       | UD.Valdez        |

| Fecha 5       | Fecha 5   | Fecha 5          |
| Equipo Local  | Resultado | Equipo Visitante |
| ------------- | --------- | ---------------- |
| Estudiantes G | 0-3       | LDU(G)           |
| UD.Valdez     | 2-1       | LDE(G)           |

| Fecha 6      | Fecha 6   | Fecha 6          |
| Equipo Local | Resultado | Equipo Visitante |
| ------------ | --------- | ---------------- |
| UD.Valdez    | 2-0       | Estudiantes G    |
| LDU(G)       | 0-2       | LDE(G)           |

## Definición del Descenso
Para definir al equipo que descendiera a la Liga Amateur del Guayas(Copa Guayas), se creó una tabla posicional de los equipos que hayan terminado en el último lugar de sus respectivos grupos no importando que jueguen en el torneo de consolación
|                      |    | Equipo      | Grupo | PJ | PG | PE | PP | GF | GC | DG  | PTS |
| -------------------- | -- | ----------- | ----- | -- | -- | -- | -- | -- | -- | --- | --- |
| Bandera de Guayaquil | 1. | Huancavilca | A     | 6  | 1  | 1  | 4  | 5  | 19 | -14 | 3   |
|                      | 2. | Luq San     | C     | 6  | 1  | 1  | 4  | 6  | 10 | -4  | 3   |
|                      | 3. | LDU(G)      | D     | 6  | 1  | 0  | 5  | 5  | 11 | -6  | 2   |
|                      | 4. | Rosarinos   | B     | 8  | 0  | 2  | 6  | 13 | 28 | -15 | 2   |

 Pts=Puntos; PJ=Partidos jugados; G=Partidos ganados; E=Partidos empatados; P=Partidos perdidos; GF=Goles a favor; GC=Goles en contra; Dif=Diferencia de gol
|  | Descendió a Liga Amateur del Guayas(Copa Guayas) |

## Torneo de Consolación
|                      |    | Equipo        | PJ | PG | PE | PP | GF | GC | DG  | PTS |
| -------------------- | -- | ------------- | -- | -- | -- | -- | -- | -- | --- | --- |
|                      | 1. | Luq San       | 8  | 5  | 3  | 0  | 19 | 11 | +8  | 13  |
|                      | 2. | Estudiantes G | 8  | 4  | 3  | 1  | 18 | 8  | +10 | 11  |
|                      | 3. | LDU(G)        | 8  | 4  | 2  | 2  | 18 | 11 | +7  | 10  |
|                      | 4. | Rosarinos     | 8  | 4  | 2  | 2  | 14 | 13 | +1  | 10  |
|                      | 5. | Aduana        | 8  | 3  | 2  | 3  | 11 | 9  | +2  | 8   |
|                      | 6. | Norteamérica  | 8  | 2  | 4  | 2  | 13 | 13 | 0   | 8   |
| Bandera de Guayaquil | 7. | Huancavilca   | 8  | 1  | 2  | 5  | 13 | 17 | -4  | 4   |
|                      | 8. | Chacarita     | 8  | 1  | 2  | 5  | 9  | 18 | -9  | 4   |
|                      | 9. | Boca JR       | 8  | 1  | 2  | 5  | 7  | 20 | -13 | 4   |

 Pts=Puntos; PJ=Partidos jugados; G=Partidos ganados; E=Partidos empatados; P=Partidos perdidos; GF=Goles a favor; GC=Goles en contra; Dif=Diferencia de gol
|  | Campeón del torneo de consolación |

### Partidos y resultados
| Fecha 1       | Fecha 1   | Fecha 1          |
| Equipo Local  | Resultado | Equipo Visitante |
| ------------- | --------- | ---------------- |
| Estudiantes G | 5-0       | Chacarita JR     |
| Rosarinos     | 3-2       | LDU(G)           |
| Aduana        | 2-2       | Huancavilca      |
| Norteamérica  | 3-1       | Boca JR          |

| Fecha 2      | Fecha 2   | Fecha 2          |
| Equipo Local | Resultado | Equipo Visitante |
| ------------ | --------- | ---------------- |
| Luq San      | 2-2       | Boca JR          |
| Rosarinos    | 3-0       | Chacarita JR     |
| Aduana       | 2-1       | Norteamérica     |
| Huancavilca  | 1-2       | LDU(G)           |

| Fecha 3       | Fecha 3   | Fecha 3          |
| Equipo Local  | Resultado | Equipo Visitante |
| ------------- | --------- | ---------------- |
| Estudiantes G | 2-0       | Aduana           |
| Norteamérica  | 1-4       | LDU(G)           |
| Rosarinos     | 2-1       | Boca JR          |
| Luq San       | 4-2       | Chacarita JR     |

| Fecha 4      | Fecha 4   | Fecha 4          |
| Equipo Local | Resultado | Equipo Visitante |
| ------------ | --------- | ---------------- |
| Huancavilca  | 1-2       | Estudiantes G    |
| Luq San      | 3-1       | Rosarinos        |
| Chacarita JR | 1-2       | Boca JR          |
| Aduana       | 1-2       | Boca JR          |

| Fecha 5      | Fecha 5   | Fecha 5          |
| Equipo Local | Resultado | Equipo Visitante |
| ------------ | --------- | ---------------- |
| Huancavilca  | 2-2       | Luq San          |
| Chacarita JR | 0-0       | Norteamérica     |
| Rosarinos    | 1-1       | Estudiantes G    |
| Boca JR      | 1-5       | LDU(G)           |

| Fecha 6       | Fecha 6   | Fecha 6          |
| Equipo Local  | Resultado | Equipo Visitante |
| ------------- | --------- | ---------------- |
| Estudiantes G | 1-2       | Luq San          |
| Norteamérica  | 3-1       | Huancavilca      |
| Aduana        | 0-0       | Boca JR          |
| LDU(G)        | 1-1       | Chacarita JR     |

| Fecha 7       | Fecha 7   | Fecha 7          |
| Equipo Local  | Resultado | Equipo Visitante |
| ------------- | --------- | ---------------- |
| Estudiantes G | 3-0       | Boca JR          |
| Norteamérica  | 2-2       | Luq San          |
| Rosarinos     | 1-4       | Aduana           |
| Huancavilca   | 1-4       | Chacarita JR     |

| Fecha 8       | Fecha 8   | Fecha 8          |
| Equipo Local  | Resultado | Equipo Visitante |
| ------------- | --------- | ---------------- |
| Estudiantes G | 2-2       | Norteamérica     |
| LDU(G)        | 0-2       | Luq San          |
| Huancavilca   | 1-2       | Rosarinos        |
| Aduana        | 2-1       | Chacarita JR     |

| Fecha 9       | Fecha 9   | Fecha 9          |
| Equipo Local  | Resultado | Equipo Visitante |
| ------------- | --------- | ---------------- |
| Estudiantes G | 2-2       | LDU(G)           |
| Luq San       | 2-1       | Aduana           |
| Huancavilca   | 4-0       | Boca JR          |
| Rosarinos     | 1-1       | Norteamérica     |

## Octogonal Final

### Partidos y resultados
| Fecha 1      | Fecha 1   | Fecha 1          |
| Equipo Local | Resultado | Equipo Visitante |
| ------------ | --------- | ---------------- |
| UD.Valdez    | 0-0       | Ferroviarios     |
| Patria       | 0-0       | LDE(G)           |
| Filanbanco   | 0-0       | Milagro SC       |
| Panamá       | 5-1       | Audax Argentino  |

| Fecha 2      | Fecha 2   | Fecha 2          |
| Equipo Local | Resultado | Equipo Visitante |
| ------------ | --------- | ---------------- |
| Panamá       | 0-1       | UD.Valdez        |
| Filanbanco   | 1-0       | Audax Argentino  |
| LDE(G)       | 2-1       | Ferroviarios     |
| Milagro SC   | 3-2       | Patria           |

| Fecha 3      | Fecha 3   | Fecha 3          |
| Equipo Local | Resultado | Equipo Visitante |
| ------------ | --------- | ---------------- |
| UD.Valdez    | 2-0       | LDE(G)           |
| Ferroviarios | 1-3       | Milagro SC       |
| Patria       | 2-2       | Audax Argentino  |
| Filanbanco   | 5-1       | Panamá           |

| Fecha 4      | Fecha 4   | Fecha 4          |
| Equipo Local | Resultado | Equipo Visitante |
| ------------ | --------- | ---------------- |
| Ferroviarios | 2-1       | Audax Argentino  |
| Milagro SC   | 3-0       | LDE(G)           |
| Panamá       | 1-0       | Patria           |
| Filanbanco   | 2-0       | UD.Valdez        |

| Fecha 5         | Fecha 5   | Fecha 5          |
| Equipo Local    | Resultado | Equipo Visitante |
| --------------- | --------- | ---------------- |
| Patria          | 0-4       | Filanbanco       |
| Ferroviarios    | 2-1       | Panamá           |
| Audax Argentino | 2-1       | LDE(G)           |
| Milagro SC      | 2-2       | UD.Valdez        |

| Fecha 6         | Fecha 6   | Fecha 6          |
| Equipo Local    | Resultado | Equipo Visitante |
| --------------- | --------- | ---------------- |
| Audax Argentino | 1-2       | Milagro SC       |
| Patria          | 3-1       | UD.Valdez        |
| Panamá          | 2-1       | LDE(G)           |
| Filanbanco      | 3-2       | Ferroviarios     |

| Fecha 7      | Fecha 7   | Fecha 7          |
| Equipo Local | Resultado | Equipo Visitante |
| ------------ | --------- | ---------------- |
| Ferroviarios | 0-1       | Patria           |
| UD.Valdez    | 0-1       | Audax Argentino  |
| Filanbanco   | 1-1       | LDE(G)           |
| Milagro SC   | 2-2       | Panamá           |

#### Clasificación
|  |    | Equipo           | PJ | PG | PE | PP | GF | GC | DG  | PTS |
|  | -- | ---------------- | -- | -- | -- | -- | -- | -- | --- | --- |
|  | 1. | Filanbanco       | 7  | 5  | 2  | 0  | 16 | 4  | +12 | 12  |
|  | 2. | Milagro S.C.     | 7  | 4  | 3  | 0  | 15 | 8  | +7  | 11  |
|  | 3. | Panamá           | 7  | 3  | 1  | 3  | 12 | 12 | 0   | 7   |
|  | 4. | U.D. Valdez      | 7  | 2  | 2  | 3  | 6  | 8  | -2  | 6   |
|  | 5. | Patria           | 7  | 2  | 2  | 3  | 8  | 11 | -3  | 6   |
|  | 6. | Ferroviarios     | 7  | 2  | 1  | 4  | 8  | 11 | -3  | 5   |
|  | 7. | Audax Argentino  | 7  | 2  | 1  | 4  | 8  | 13 | -5  | 5   |
|  | 8. | L.D. Estudiantil | 7  | 1  | 2  | 4  | 6  | 11 | -5  | 4   |

 Pts=Puntos; PJ=Partidos jugados; G=Partidos ganados; E=Partidos empatados; P=Partidos perdidos; GF=Goles a favor; GC=Goles en contra; Dif=Diferencia de gol
|  | Campeón anual y clasificado al Campeonato Ecuatoriano de Fútbol Segunda Categoría 1983.     |
|  | Vicecampeón anual y clasificado al Campeonato Ecuatoriano de Fútbol Segunda Categoría 1983. |

### Campeón
| |
| Filanbanco 1.er Título Se clasifica al Campeonato Ecuatoriano de Fútbol de Segunda Categoría 1983 También clasifica Milagro S.C. como Vicecampeón. |